# Europese kampioenschappen indooratletiek 2000
De Europese kampioenschappen indooratletiek 2000 werden van 25 tot en met 27 februari 2000 gehouden in de Topsporthal Vlaanderen in de Belgische stad Gent. Het was de eerste en vooralsnog enige maal dat de kampioenschappen in België werden gehouden. De accommodatie werd speciaal gebouwd voor dit evenement.

## Medailles

### Mannen
| Onderdeel            | Goud                                                           | Goud    | Zilver                                                       | Zilver  | Brons                                                            | Brons   |
| -------------------- | -------------------------------------------------------------- | ------- | ------------------------------------------------------------ | ------- | ---------------------------------------------------------------- | ------- |
| 60 m                 | Jason Gardener Verenigd Koninkrijk                             | 6,49    | Georgios Theodoridis Griekenland                             | 6,51    | Angelos Pavlakakis Griekenland                                   | 6,54    |
| 200 m                | Christian Malcolm Verenigd Koninkrijk                          | 20,54   | Patrick Stevens België                                       | 20,70   | Julian Golding Verenigd Koninkrijk                               | 21,05   |
| 400 m                | Iliya Dzhivondov Bulgarije                                     | 46,63   | David Canal Spanje                                           | 46,85   | Marc Raquil Frankrijk                                            | 47,28   |
| 800 m                | Joeri Borzakovski Rusland                                      | 1.47,92 | Nils Schumann Duitsland                                      | 1.48,41 | Balázs Korányi Hongarije                                         | 1.48,42 |
| 1500 m               | José Antonio Redolat Spanje                                    | 3.40,51 | James Nolan Ierland                                          | 3.41,59 | Mehdi Baala Frankrijk                                            | 3.42,27 |
| 3000 m               | Mark Carroll Ierland                                           | 7.49,24 | Rui Silva Portugal                                           | 7.49,70 | John Mayock Verenigd Koninkrijk                                  | 7.49,97 |
| 4x400 m              | Tsjechië Jiří Mužík Jan Poděbradský Štěpán Tesařík Karel Bláha | 3.06,10 | Duitsland Ingo Schultz Lars Figura Marco Krause Ruwen Faller | 3.06,64 | Hongarije Péter Nyilasi Attila Kilvinger Zétény Dombi Tibor Bédi | 3.09,35 |
| 60 m horden          | Staņislavs Olijars Letland                                     | 7,50    | Tony Jarrett Verenigd Koninkrijk                             | 7,53    | Tomasz Ścigaczewski Polen                                        | 7,56    |
| Verspringen          | Petar Dachev Bulgarije                                         | 8,26    | Bogdan Țăruș Roemenië                                        | 8,20    | Vitali Sjkoerlatov Rusland                                       | 8,10    |
| Hink-stap-springen   | Charles Michael Friedek Duitsland                              | 17,28   | Rostislav Dimitrov Bulgarije                                 | 17,22   | Paolo Camossi Italië                                             | 17,05   |
| Hoogspringen         | Vjatsjeslav Voronin Rusland                                    | 2,34    | Martin Buß Duitsland                                         | 2,34    | Dragutin Topić Joegoslavië                                       | 2,34    |
| Polsstokhoogspringen | Aleksandr Averboech Israël                                     | 5,75    | Martin Eriksson Zweden                                       | 5,70    | Rens Blom Nederland                                              | 5,60    |
| Kogelstoten          | Timo Aaltonen Finland                                          | 20,62   | Manuel Martínez Spanje                                       | 20,38   | Miroslav Menc Tsjechië                                           | 20,23   |
| Zevenkamp            | Tomáš Dvořák Tsjechië                                          | 6424    | Roman Šebrle Tsjechië                                        | 6271    | Erki Nool Estland                                                | 6200    |

### Vrouwen
| Onderdeel            | Goud                                                                      | Goud    | Zilver                                                                  | Zilver  | Brons                                                               | Brons   |
| -------------------- | ------------------------------------------------------------------------- | ------- | ----------------------------------------------------------------------- | ------- | ------------------------------------------------------------------- | ------- |
| 60 m                 | Katerina Thanou Griekenland                                               | 7,05    | Petya Pendareva Bulgarije                                               | 7,11    | Iryna Poecha Oekraïne                                               | 7,11    |
| 200 m                | Muriel Hurtis Frankrijk                                                   | 23,06   | Alenka Bikar Slovenië                                                   | 23,16   | Jekaterina Lesjtsjova-Grigorjeva Rusland                            | 23,20   |
| 400 m                | Svetlana Pospelova Rusland                                                | 51,66   | Natalja Nazarova Rusland                                                | 51,69   | Helena Fuchsová Tsjechië                                            | 52,32   |
| 800 m                | Stephanie Graf Oostenrijk                                                 | 1.59,70 | Natalja Tsyganova Rusland                                               | 2.00,17 | Sandra Stals België                                                 | 2.01,34 |
| 1500 m               | Violeta Beclea-Szekely Roemenië                                           | 4.12,82 | Olga Koeznetsova Rusland                                                | 4.13,45 | Joelia Kosenkova Rusland                                            | 4.13,60 |
| 3000 m               | Gabriela Szabo Roemenië                                                   | 8.42,06 | Lidia Chojecka Polen                                                    | 8.42,42 | Marta Domínguez Spanje                                              | 8.44,08 |
| 4x400 m              | Rusland Irina Rosichina Olesja Zykina Svetlana Pospelova Joelia Sotnikova | 3.32,53 | Italië Francesca Carbone Carla Barbarino Patrizia Spuri Virna De Angeli | 3.35,01 | Roemenië Alina Rîpanu Anca Safta Georgeta Petrea-Lazăr Otilia Ruicu | 3.36,28 |
| 60 m horden          | Linda Ferga-Khodadin Frankrijk                                            | 7,88    | Patricia Girard Frankrijk                                               | 7,98    | Olena Krasovska Oekraïne                                            | 8,03    |
| Hink-stap-springen   | Tatjana Lebedeva Rusland                                                  | 14,68   | Cristina Nicolau Roemenië                                               | 14,63   | Iva Prandzheva Bulgarije                                            | 14,63   |
| Verspringen          | Erica Johansson Zweden                                                    | 6,89    | Heike Drechsler Duitsland                                               | 6,86    | Iva Prandzheva Bulgarije                                            | 6,80    |
| Hoogspringen         | Kajsa Bergqvist Zweden                                                    | 2,00    | Zuzana Hlavoňová Tsjechië                                               | 1,98    | Olga Kalitoerina Rusland                                            | 1,96    |
| Polsstokhoogspringen | Pavla Hamáčková-Rybová Tsjechië                                           | 4,40    | Christine Adams DuitslandJelena Beljakova Rusland                       | 4,35    |                                                                     |         |
| Kogelstoten          | Larisa Pelesjenko Rusland                                                 | 20,15   | Nadine Kleinert Duitsland                                               | 19,23   | Astrid Kumbernuss Duitsland                                         | 19,12   |
| Vijfkamp             | Karin Ertl Duitsland                                                      | 4671    | Irina Vostrikova Rusland                                                | 4615    | Urszula Włodarczyk Polen                                            | 4590    |

### Medailleklassement
| Plaats | Land                | Goud | Zilver | Brons | Totaal |
| 1      | Rusland             | 6    | 5      | 4     | 15     |
| 2      | Tsjechië            | 3    | 2      | 2     | 7      |
| 3      | Duitsland           | 2    | 6      | 1     | 9      |
| 4      | Bulgarije           | 2    | 2      | 2     | 6      |
| 5      | Roemenië            | 2    | 2      | 1     | 5      |
| 6      | Frankrijk           | 2    | 1      | 2     | 5      |
| 6      | Verenigd Koninkrijk | 2    | 1      | 2     | 5      |
| 8      | Zweden              | 2    | 1      | 0     | 3      |
| 9      | Spanje              | 1    | 2      | 1     | 4      |
| 10     | Griekenland         | 1    | 1      | 1     | 3      |
| 11     | Ierland             | 1    | 1      | 0     | 2      |
| 12     | Finland             | 1    | 0      | 0     | 1      |
| 12     | Israël              | 1    | 0      | 0     | 1      |
| 12     | Letland             | 1    | 0      | 0     | 1      |
| 12     | Oostenrijk          | 1    | 0      | 0     | 1      |
| 16     | Polen               | 0    | 1      | 2     | 3      |
| 17     | België              | 0    | 1      | 1     | 2      |
| 17     | Italië              | 0    | 1      | 1     | 2      |
| 19     | Portugal            | 0    | 1      | 0     | 1      |
| 19     | Slovenië            | 0    | 1      | 0     | 1      |
| 21     | Hongarije           | 0    | 0      | 2     | 2      |
| 21     | Oekraïne            | 0    | 0      | 2     | 2      |
| 23     | Estland             | 0    | 0      | 1     | 1      |
| 23     | Joegoslavië         | 0    | 0      | 1     | 1      |
| 23     | Nederland           | 0    | 0      | 1     | 1      |
| Totaal | Totaal              | 28   | 29     | 27    | 84     |

1970 ·
1971 ·
1972 ·
1973 ·
1974 ·
1975 ·
1976 ·
1977 ·
1978 ·
1979 ·
1980 ·
1981 ·
1982 ·
1983 ·
1984 ·
1985 · 
1986 · 
1987 · 
1988 · 
1989 · 
1990 · 
1992 · 
1994 · 
1996 · 
1998 · 
2000 · 
2002 · 
2005 · 
2007 · 
2009 ·
2011 ·
2013 ·
2015 ·
2017 ·
2019 ·
2021 ·
2023 ·
2025
Belgische medaillewinnaars · Nederlandse medaillewinnaars